# ساختمان آموزش کودکان استثنائی
ساختمان آموزش کودکان استثنائی مربوط به دوره پهلوی اول است و در تهران، خیابان معاصر، خیابان صف، پ ۹۰ واقع شده و این اثر در تاریخ ۳۰ تیر ۱۳۸۴ با شمارهٔ ثبت ۱۲۲۱۷ به‌عنوان یکی از آثار ملی ایران به ثبت رسیده است.